# Britische Unterhauswahl 2015
| Regierung (330): Conservative 330 |  | Opposition (319): Labour 232 SNP 56 LibDem 8 DUP 8 SF 4 * Plaid 3 SDLP 3 UUP 2 UKIP 1 Green 1 Unabh. 1 |
| Speaker 1                         |  | |

Zusammensetzung:
^{*} Die Sinn-Féin-Mandate werden in Westminster nicht eingenommen.

Die Wahl zum Unterhaus im Vereinigten Königreich 2015 fand am 7. Mai 2015 statt. Der Wahl wurde eine Bedeutung für die gesamte EU zugeschrieben, da Anti-EU-Bewegungen wie die UK Independence Party (UKIP), die den Austritt des Vereinigten Königreichs aus der Europäischen Union anstreben, in den letzten Jahren erheblichen Zulauf erhalten hatten. Die Wahlbeteiligung lag mit 66,1 % leicht über der vorangegangener Wahlen.
Die Wahl wurde von den Konservativen (Tories) unter Premierminister David Cameron gewonnen. Sie gewannen geringfügig an Stimmen hinzu, konnten aber die Zahl ihrer Parlamentssitze im Vergleich zur vorangegangenen Wahl stark steigern und erreichten die absolute Mehrheit. Die Labour Party unter ihrem Spitzenkandidaten Ed Miliband konnte ihren Stimmenanteil im Vergleich zu 2010 zwar etwas mehr als die Tories steigern, verlor aber deutlich an Wahlkreismandaten. Die UK Independence Party (UKIP) unter Nigel Farage stieg zur nach Stimmen drittstärksten Partei auf. Sie konnte aufgrund des relativen Mehrheitswahlrechts jedoch nur einen von 650 Wahlkreisen gewinnen. Bemerkenswert war das gute Abschneiden der Scottish National Party (SNP). Unter ihrer Vorsitzenden Nicola Sturgeon gewann sie 56 der 59 schottischen Wahlkreise. Hauptverlierer der Wahl waren die Liberaldemokraten unter Nick Clegg, die bisher in Koalition mit den Konservativen regiert hatten und zwei Drittel ihres bisherigen Stimmenanteils und mehr als 80 % ihrer bisherigen Parlamentssitze verloren. Das Wahlergebnis war eine Überraschung, da fast alle Meinungsumfragen vor der Wahl ein hung parliament, in dem keine Partei die absolute Mehrheit erlangt, vorhergesagt hatten.
Nach der Wahl traten Ed Miliband und Nick Clegg als Parteivorsitzende zurück. Auch Nigel Farage trat am Tag nach der Wahl zurück (er hatte dies vor der Wahl für den Fall angekündigt, dass er den Sitz im Unterhaus nicht bekommen sollte); der Vorstand der UKIP lehnte diesen aber wenige Tage später ab.

## Ausgangslage
| Partei             | Partei                    | Abgeordnete        | Abgeordnete       | Abgeordnete                                      |
| Partei             | Partei                    | nach der Wahl 2010 | vor der Wahl 2015 | Entwicklung in der Legislatur- periode 2010–2015 |
| ------------------ | ------------------------- | ------------------ | ----------------- | ------------------------------------------------ |
|                    | Conservative Party        | 306                | 303               | ▼3                                               |
|                    | Labour Party              | 258                | 257               | ▼1                                               |
|                    | Liberal Democrats         | 57                 | 56                | ▼1                                               |
|                    | Democratic Unionist Party | 8                  | 8                 |                                                  |
|                    | Scottish National Party   | 6                  | 6                 |                                                  |
|                    | Sinn Féin                 | 5                  | 5                 |                                                  |
|                    | Unabhängige               | 1                  | 3                 | ▲2                                               |
|                    | Plaid Cymru               | 3                  | 3                 |                                                  |
|                    | SDLP                      | 3                  | 3                 |                                                  |
|                    | UKIP                      | 0                  | 2                 | ▲2                                               |
|                    | Alliance (N. I.)          | 1                  | 1                 |                                                  |
|                    | Green Party (E. & W.)     | 1                  | 1                 |                                                  |
|                    | Respect                   | 0                  | 1                 | ▲1                                               |
|                    | Speaker                   | 1                  | 1                 |                                                  |
| Sitze insgesamt    | Sitze insgesamt           | 650                | 650               |                                                  |
| Regierungsmehrheit | Regierungsmehrheit        | 83                 | 73                | ▼10                                              |

Bei der vorangegangenen Wahl im Jahr 2010 hatte keine Partei die absolute Mehrheit der Parlamentssitze erzielt. Es war zu einem sogenannten hung parliament gekommen.
David Cameron (Conservative Party) war von der Königin zum Premierminister ernannt worden (siehe Politisches System des Vereinigten Königreichs#Regierung) und bildete eine Koalitionsregierung aus Konservativen und Liberaldemokraten. Das Hauptthema der sich anschließenden Legislaturperiode war die Weltwirtschafts- und Finanzkrise, die das Vereinigte Königreich mit London als einem der wichtigsten Zentren für Finanzdienstleistungen schwer getroffen hatte. Infolge der Banken- und Finanzkrise stiegen das öffentliche Haushaltsdefizit und die Staatsverschuldung stark an. Die Regierung Cameron versuchte, dieser Entwicklung durch eine Politik der Ausgabenbegrenzung entgegenzutreten. Das Haushaltsdefizit ging zwar zurück, blieb aber weiterhin relativ hoch.
Ein zweites politisches Ereignis, das sich in der Legislaturperiode ereignete, war das Unabhängigkeitsreferendum in Schottland. Seit der Parlamentswahl in Schottland 2011 stellte die Scottish National Party (SNP) die schottische Regionalregierung. Die SNP hatte bei den letzten Wahlen immer mehr an Stimmen hinzugewonnen und die Forderung nach einem Referendum in Schottland über die mögliche Unabhängigkeit des Landes erhoben. Im Abkommen von Edinburgh vom 15. Oktober 2012 einigten sich David Cameron und der schottische First Minister Alex Salmond über die Abhaltung eines Referendums am 18. September 2014. Die Regierung Cameron nahm dieses Referendum lange Zeit nicht sonderlich ernst. Erst als in den Monaten vor der Abstimmung die Zustimmungsraten zur Unabhängigkeit in Schottland fast 50 % erreichten, beeilte sich die Regierung mit einigen Anzeichen von Hektik, den Schotten Zusagen für eine deutlich größere Regionalautonomie zu machen. Letztlich lehnte eine Mehrheit der Abstimmenden (55,3 %) in Schottland die Unabhängigkeit ab.
Ein weiteres Thema waren zunehmende anti-europäisch-unionistische Tendenzen in der öffentlichen Meinung. Besonders aktiv war die UK Independence Party (UKIP) unter Nigel Farage, die immer wieder auf den aus ihrer Sicht überbordenden Bürokratismus und Zentralismus der Europäischen Union hinwies und die einen vollständigen Austritt des Vereinigten Königreichs aus der EU forderte. Unter dem Druck vor allem von UKIP versprach Cameron im Januar 2013 im Falle seiner Wiederwahl die Abhaltung eines Referendums über die Mitgliedschaft des Vereinigten Königreichs in der EU spätestens im Jahr 2017. Im Jahr 2014 verließen zwei gewählte Abgeordnete der Conservative Party ihre Partei und schlossen sich der UKIP an. Beide gaben ihr Abgeordnetenmandat zurück, wurden aber unter der Parteifahne von UKIP in den anschließenden Nachwahlen in ihren Wahlkreisen wiedergewählt. Dadurch war UKIP erstmals mit gewählten Abgeordneten im Parlament von Westminster vertreten. Unter dem Druck von UKIP und Euroskeptikern in den Reihen der eigenen Partei sah sich Cameron zu einer harten Haltung gegenüber der EU gezwungen. Ein viel diskutierter Punkt war die Migration vor allem aus osteuropäischen Staaten der EU – vor allem aus Polen, Rumänien und Bulgarien – ins Vereinigte Königreich.

## Wahlrecht
Die Wahl wurde nach demselben Modus abgehalten wie die letzte Unterhauswahl im Jahr 2010. Die Abgeordneten werden in 650 Einzelwahlkreisen nach dem relativen Mehrheitswahlrecht („First-past-the-post“) gewählt. Die Wahlkreisgrenzen blieben im Vergleich zur Unterhauswahl 2010 unverändert. Ursprünglich war schon für die Wahl 2015 eine Verminderung der Zahl der Wahlkreise auf 600 beabsichtigt gewesen. Dies war vor allem durch die Konservative Partei vorangetrieben worden. Die Umsetzung scheiterte am Widerstand der anderen Parteien; die Wahlkreisreform wurde auf frühestens 2018 verschoben. Eine Reform des Wahlrechts im Sinne eines Rangfolgewahlrechts, wie es vor allem die Liberal Democrats angestrebt hatten, war durch die Wähler in einem Referendum am 5. Mai 2011 klar abgelehnt worden.

## Wahltermin
Traditionell war es in der Vergangenheit so gewesen, dass der Wahltermin für die Unterhauswahl durch den Premierminister bestimmt wurde, der den Monarchen um die Auflösung des Parlaments bat, wenn ihm der Zeitpunkt dafür passend erschien. Seit dem Parliament Act 1911 war die Amtszeit des Unterhauses auf maximal fünf Jahre festgelegt. Wenn das Parlament nicht vor Ablauf der 5 Jahre aufgelöst worden war, mussten automatisch Neuwahlen erfolgen – eine Konstellation, die allerdings nie vorgekommen ist. Der Monarch konnte unter ganz bestimmten Umständen die Auflösung des Parlaments auch verweigern, wenn er z. B. der Ansicht war, dass ein anderer Premierminister mit ausreichender Mehrheit im Unterhaus die Regierung weiterführen könne – auch dies kam nie vor. Diese monarchische Prärogative wurde mit dem Fixed-term Parliaments Act 2011 abgeschafft, mit dem erstmals feste regelmäßige Wahltermine für das Unterhaus festgeschrieben wurden. Nach den Bestimmungen dieses Act of Parliament beträgt die Regeldauer der Legislaturperiode seitdem genau fünf Jahre. Als Wahltermin festgelegt wurde der erste Donnerstag im Mai, jeweils im fünften Jahr nach der vorangegangenen Wahl. Eine vorherige Auflösung des Parlaments ist seitdem nicht mehr durch königliche Proklamation möglich, sondern nur noch durch ein Misstrauensvotum des Parlaments gegenüber der Regierung (ohne dass anschließend eine neue Regierung ein Vertrauensvotum erhält), oder durch Zwei-Drittel-Mehrheitsbeschluss des Unterhauses. Der Premierminister kann unter bestimmten Umständen mit Ermächtigung des Unterhauses den Wahltermin um bis zu 2 Monate verschieben.

## Wahlkampf

### Spitzenkandidaten

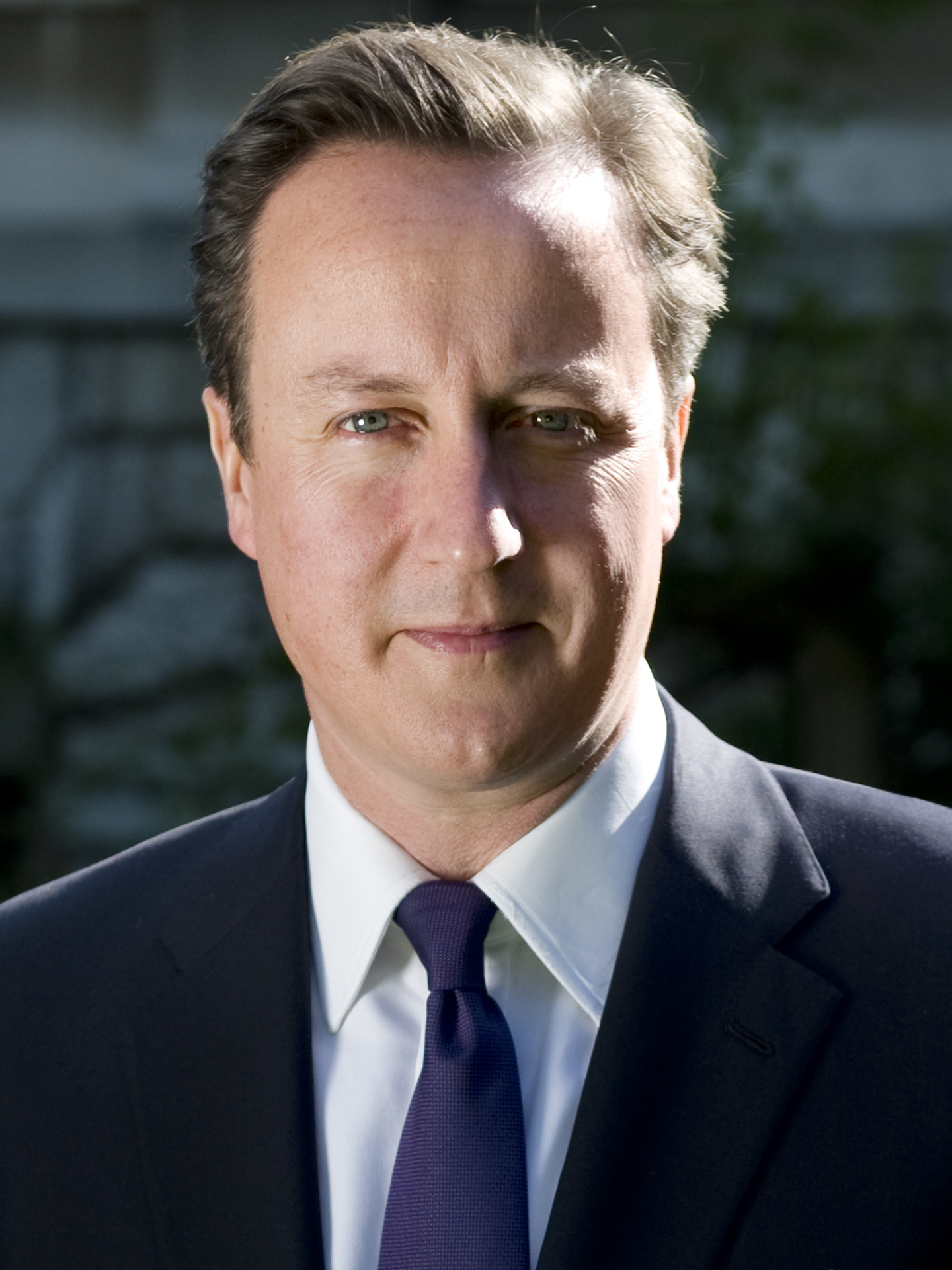
Premierminister David Cameron (Conservatives)
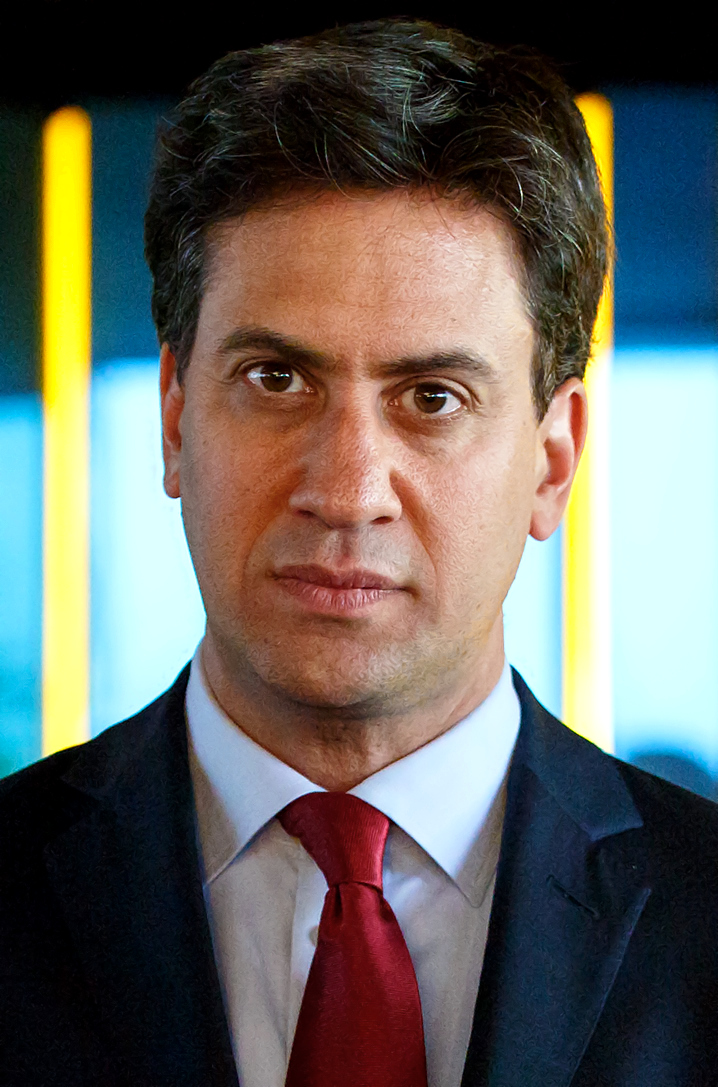
Oppositionsführer Ed Miliband (Labour)
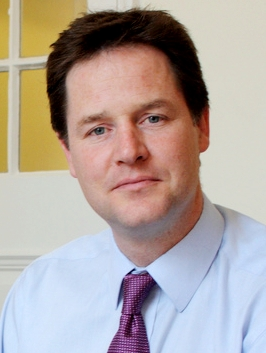
Vize-Premierminister Nick Clegg (Liberal Democrats)
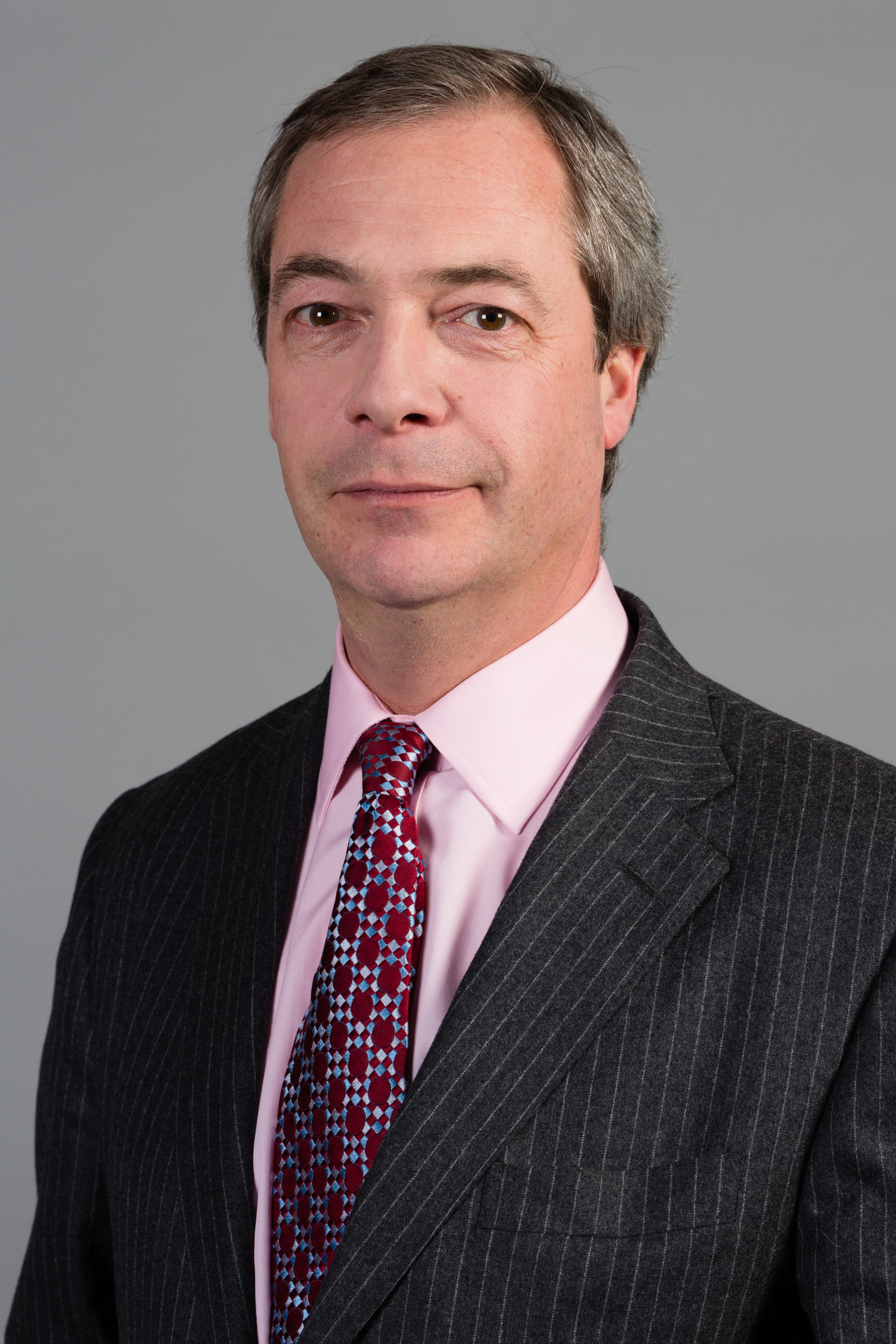
Vorsitzender Nigel Farage (UKIP)
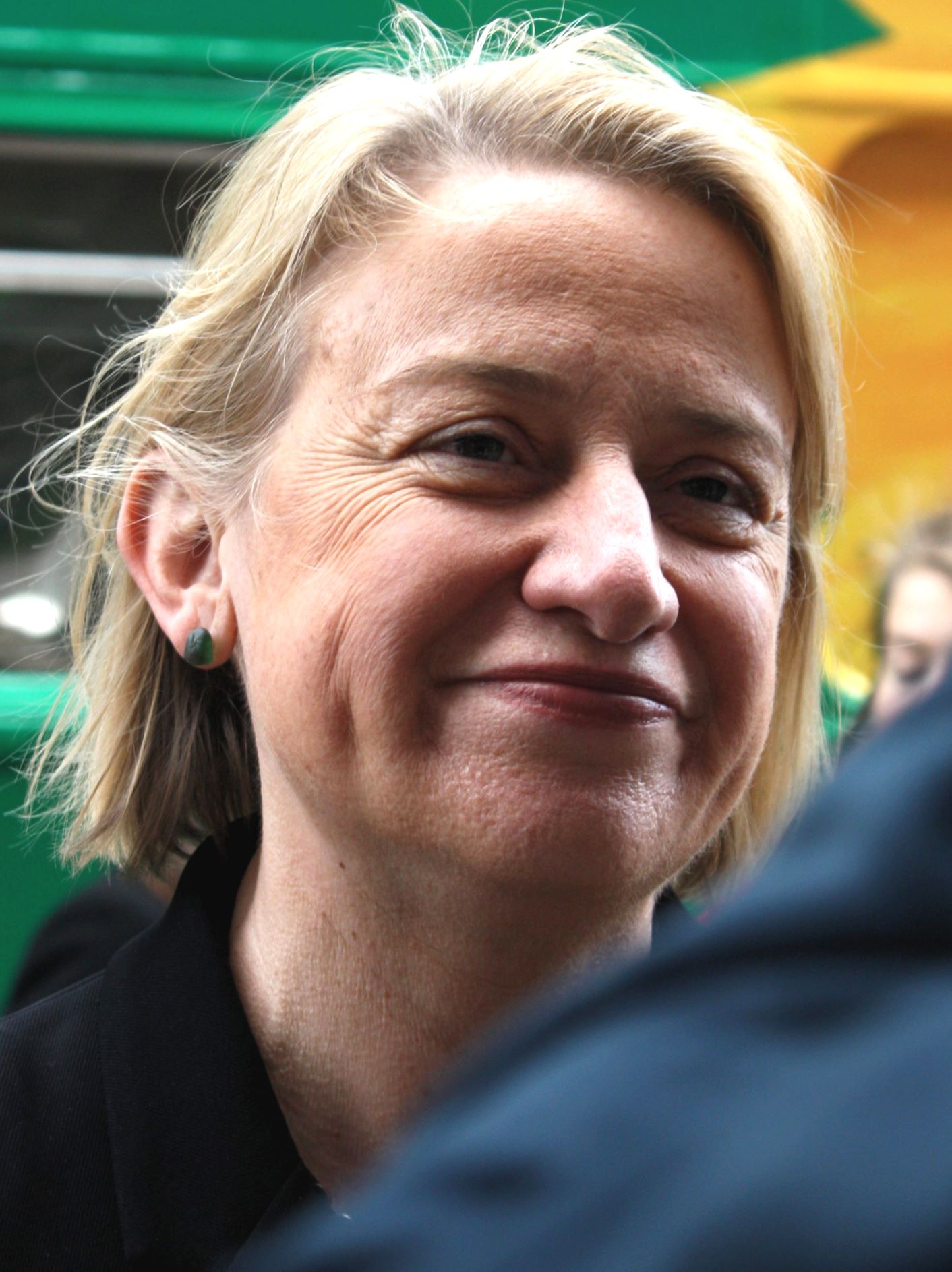
Vorsitzende Natalie Bennett (Green Party)
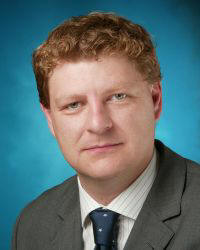
Member of Parliament Angus Robertson (SNP)
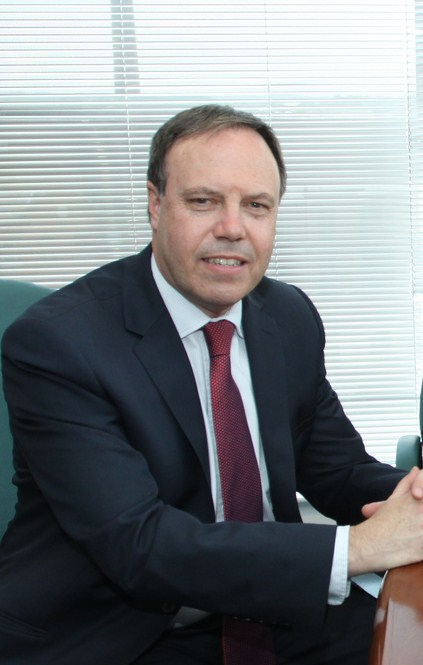
Member of Parliament Nigel Dodds (DUP)
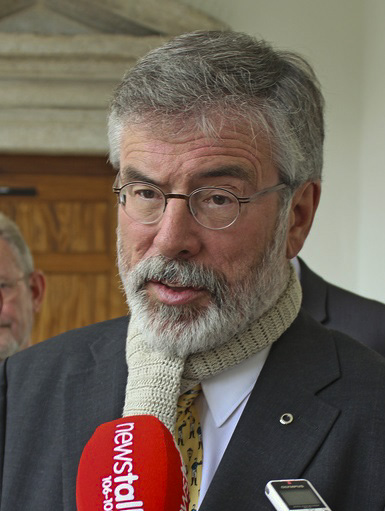
Member of Dáil Éireann Gerry Adams (Sinn Féin)
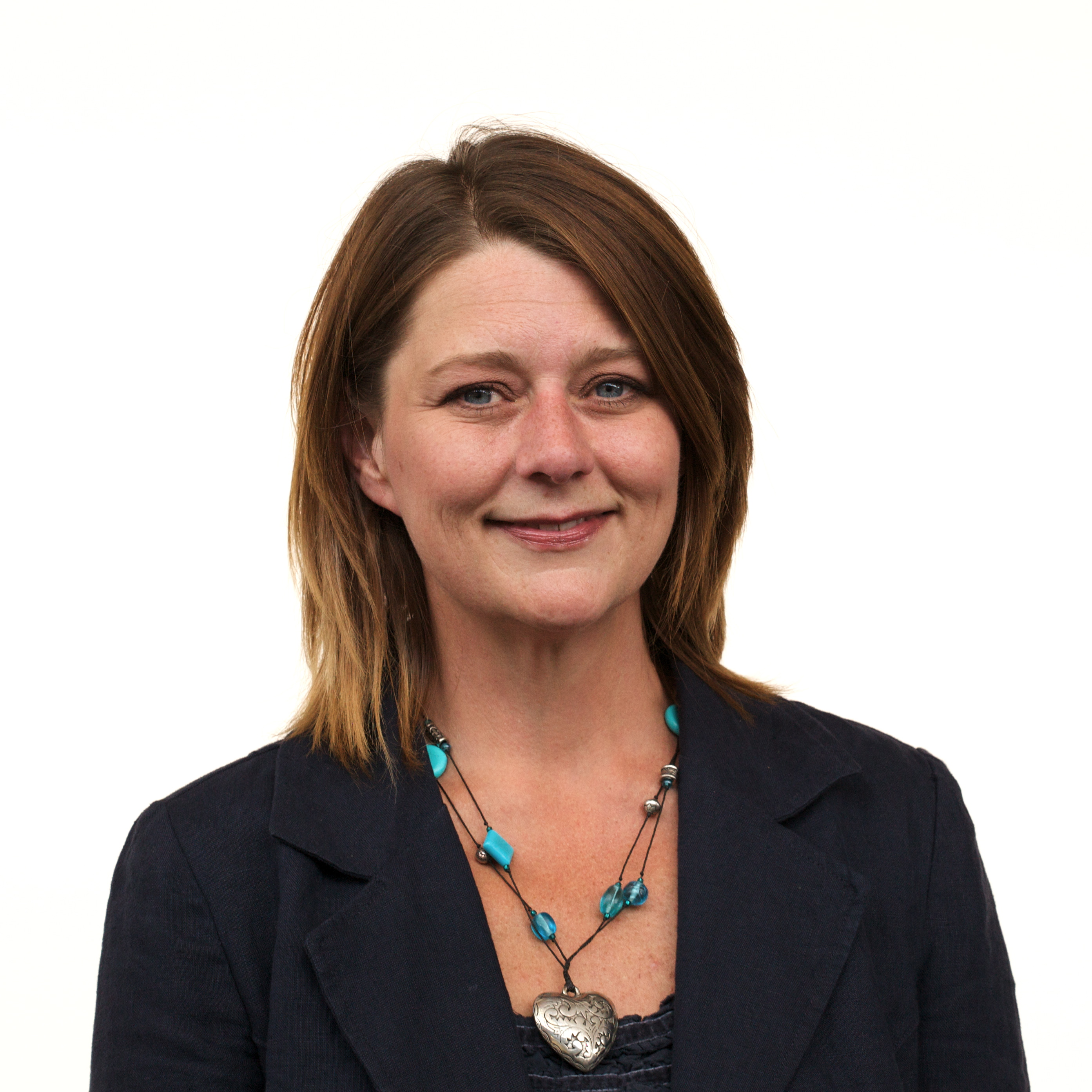
Member of Senedd Leanne Wood (Plaid Cymru)

Um die Jahreswende 2014/15 eröffneten die Parteien die heiße Phase des Wahlkampfes. David Cameron wies für die Konservativen darauf hin, dass das Vereinigte Königreich am Beginn seiner Regierung „am Rande des Bankrotts“ gestanden habe und nunmehr zu den Nationen der westlichen Welt mit dem stärksten Wirtschaftswachstum gehöre. Ed Miliband, der Spitzenkandidat der Labour Party, betonte in einer Ansprache am 31. Dezember 2014, Großbritannien brauche einen Neuanfang. „Britain is ready for a new beginning“, in Anlehnung an Barack Obamas Time for Change-Kampagne.
Ausbildung sei für junge Leute kaum mehr bezahlbar geworden und diese würden mit einem Schuldenberg ins Berufsleben starten. Der National Health Service (NHS) könne kaum mehr seine Aufgaben erfüllen. Nick Clegg warnte für die Liberaldemokraten vor den allzu einfachen Rezepten der Konservativen und Labour. Den Konservativen fehle die soziale Ader und Labour habe nicht den notwendigen wirtschaftspolitischen Sachverstand, weswegen die Liberaldemokraten als Korrektiv in einer Koalitionsregierung notwendig seien.

### Abbau des Haushaltsdefizits

Entwicklung des Schuldenstands des Vereinigten Königreichs in Prozent des Bruttoinlandprodukts 1992 bis 2013, nach Daten des Office for National Statistics (2013)

Im Wahlkampf wurde die Frage, wie das immer noch relativ hohe Staatsdefizit abzubauen sei, zu einem Hauptthema. Alle Parteien sind sich in diesem Ziel einig, aber uneins über die dafür notwendigen Maßnahmen. Die Konservativen wollten dies im Wesentlichen durch strikte Ausgabendisziplin erreichen, während Labour betonte, dass Ausgabenkürzungen alleine nicht ausreichten beziehungsweise sozial nicht verträglich seien. Steuererleichterungen für Wohlhabende seien nicht angebracht. Labour schlug Steuererhöhungen für Spitzenverdiener und eine neue mansion tax („Villen-Steuer“) vor und warf den Konservativen vor, insgeheim eine Erhöhung der Mehrwertsteuer (VAT) zu planen, wie dies schon nach der letzten Wahl passiert sei, entgegen dem anders lautenden Versprechen, das Cameron zuvor abgegeben hatte. Dies wurde von den Konservativen bestritten, die Labour im Gegenzug beschuldigten, die Abgaben zur Sozialversicherung (National Insurance) erhöhen zu wollen, was Labour verneinte. Sowohl Konservative als auch Liberaldemokraten nehmen für sich als Verdienst in Anspruch, die Steuerpflichtigkeitsgrenze 2010–2011 angehoben zu haben, und damit effektiv die Steuern für Bezieher kleiner Einkommen gesenkt zu haben. Zur Reduzierung des Haushaltsdefizits schlugen die Liberal Democrats Steuererhöhungen in Höhe von 8 Milliarden Pfund Sterling für Besserverdienende vor und versprachen, bis zum Jahr 2017–2018 einen ausgeglichenen Haushalt vorzulegen.
Am 13. April 2015 präsentierte der Labour-Vorsitzender Ed Miliband der Öffentlichkeit das The Labour Party Manifesto 2015 und betonte, Labour sei die „Partei der fiskalischen Verantwortung“. Er versprach den Wählern, in der nächsten Legislaturperiode keine neuen Kredite aufzunehmen, den Haushalt jährlich zu senken und die Schulden abzubauen.

### National Health Service

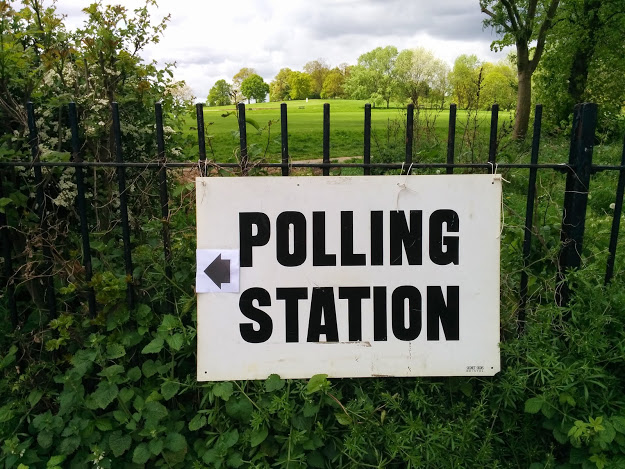
Wegweiser zum Wahllokal im Wahlkreis Hampstead Heath

Am öffentlichen Gesundheitssystem wurden ebenfalls gegensätzliche Standpunkte deutlich gemacht. Im Winter vor der Wahl gab es Diskussionen, ob die Notaufnahmen in britischen Kliniken (accident and emergency (A&E) departments) noch in der Lage seien, ihre Aufgaben zu erfüllen. Cameron gab zu, dass der National Health Service (NHS) „unter Druck“ sei und dass die Wartezeiten auf medizinische Eingriffe (beispielsweise geplante Operationen) einen Höchststand erreicht hätten. Verantwortliche Leitungspersonen des NHS forderten eine bessere Finanzierung durch die öffentliche Hand. Miliband warf dem Premierminister vor, die Patienten für die Defizite des NHS verantwortlich zu machen. Die Liberal Democrats legten am 6. Januar 2015 einen Plan auf, wie der NHS mit zusätzlichen 8 Milliarden £ bis zum Jahr 2020 unterstützt werden soll. Labour versprach, im Falle eines Wahlsieges u. a. mehr als 3.000 Hebammen neu einzustellen um eine individuelle Betreuung jeder Schwangeren zu ermöglichen. Die Konservativen zogen am 11. April 2015 nach und stellten ebenfalls eine zusätzliche Finanzspritze für den NHS von 8 Milliarden £ jährlich in Aussicht.
Nigel Farage (UKIP) sprach sich dagegen für eine weitgehende Privatisierung des Gesundheitssystems zumindest auf dem Feld der Krankenversicherung aus.

### Verteidigungshaushalt, Nuklearrüstung
Die Ausgaben für das Militär kamen im Wahlkampf ebenfalls zur Sprache. Mit dazu bei trug der Umstand, dass in den Monaten vor der Wahl wiederholt russische Bomber nahe an der britischen Küste vorbeigeflogen waren. UKIP und die nordirische Democratic Unionist Party befürworten eine deutliche Steigerung der Verteidigungsausgaben auf 2 % des Bruttoinlandsprodukts. Beide Parteien befürworten auch die Basis für Atom-U-Boote in Faslane-on-Clyde in Schottland. Diese Atom-U-Boot-Basis, wie auch jegliche Nuklearrüstung werden von der Scottish National Party, Plaid Cymru und den grünen Parteien abgelehnt. Die Konservativen sprachen sich für eine fällige Erneuerung der mit Trident-Interkontinentalraketen bestückten U-Boote aus, während die Liberal Democrats die Atom-U-Boot-Flotte reduzieren wollen und mehr europäische Zusammenarbeit im Verteidigungssektor anstreben. Labour hielt sich mit konkreten Aussagen zu den zukünftigen Militärausgaben zurück, befürwortete aber grundsätzlich die Erneuerung der vier Trident-U-Boote der Royal Navy.

### Zuwanderung ins Vereinigte Königreich, Verhältnis zur Europäischen Union
| Nationalität | Jahr    | Jahr      |
| Nationalität | 2001    | 2012      |
| ------------ | ------- | --------- |
| Polen        | 60.711  | 646.000   |
| Litauen      | 4.363   | 130.000   |
| Rumänien     | 7.631   | 101.000   |
| Lettland     | 4.275   | 69.000    |
| Bulgarien    | 5.351   | 57.000    |
| Slowakei     | 5.273   | 54.000    |
| Ungarn       | 13.159  | 50.000    |
| Tschechien   | 12.220  | 40.000    |
| Gesamt       | 112.983 | 1.147.000 |

Netto-Migration in das Vereinigte Königreich

Zu einem weiteren zentralen Thema wurde das zukünftige Verhältnis des Vereinigten Königreichs zur Europäischen Union. Durch den Druck von UKIP und von EU-skeptischen Abgeordneten in der eigenen Partei sah sich Premierminister Cameron gezwungen, zunehmend EU-kritische Positionen zu beziehen, um den Kritikern den Wind aus den Segeln zu nehmen. Cameron sprach sich gegen eine weitere Vertiefung der Europäischen Union hin zu einer politischen Union aus. Ein zentraler Streitpunkt wurde die Niederlassungsfreiheit, die es Bürgern der Europäischen Union erlaubt, sich im Vereinigten Königreich niederzulassen. Davon hatten viele Bürger insbesondere ost- und südosteuropäischer Staaten nach der EU-Erweiterung 2004 Gebrauch gemacht. Besonders viele Polen waren ins Vereinigte Königreich migriert, was dort zum Teil fremdenfeindliche Reaktionen und Ängste hinsichtlich Arbeitskonkurrenz auslöste. Im Winter vor der Wahl wurden Spekulationen geäußert, eingebürgerte Polen könnten das Wahlergebnis in einzelnen Wahlkreisen wesentlich beeinflussen. Dem widersprachen allerdings Studien, nach denen nur etwa 5 % aller polnischen Migranten auch das Wahlrecht haben. Cameron setzte sich für eine Beschränkung der Freizügigkeit innerhalb der Europäischen Union ein, stieß bei seinen EU-Kollegen, insbesondere auch bei Kanzlerin Angela Merkel aber auf Ablehnung, die das Prinzip der Freizügigkeit als nicht verhandelbar bezeichnete. Auch die Migration von Bulgaren und Rumänen ins Vereinigte Königreich rief Kritik in weiten Teilen der britischen Öffentlichkeit hervor, obwohl deren absolute Zahlen weit geringer als die anderer Migranten waren, so dass sich schließlich die Botschafter dieser beiden Länder zu kritischen Bemerkungen über das negative Bild ihrer Landsleute in der britischen Öffentlichkeit veranlasst sahen. Das Thema „Migration“ wurde auch ausgiebig von UKIP benutzt, um auf die vermeintlichen Nachteile der Mitgliedschaft in der EU aufmerksam zu machen.
Cameron stimmte beim EU-Sondergipfel im April 2015 dagegen, dass Flüchtlinge, die über das Mittelmeer kommen, gerechter auf die EU-Staaten verteilt werden. Großbritannien nahm bis dato deutlich weniger Flüchtlinge auf als andere EU-Länder.
Nick Clegg für die Liberal Democrats warnte vor den schwerwiegenden Folgen eines EU-Ausstiegs für die britische Wirtschaft („a terrible thing for the British economy“) und sein Parteikollege Edward Davey stellte die Koalition mit den Konservativen in Frage, sollten diese weiterhin auf einem Referendum über den EU-Austritt bestehen. Der ehemalige Premierminister Tony Blair (Labour) warnte, dass alleine schon die Ankündigung eines EU-Referendums ein „wirtschaftliches Chaos“ verursachen würde. Die beharrliche Gruppe der „Europhobiker“ sei auch mit einem Referendum niemals zufriedenzustellen.

## Meinungsumfragen und Koalitionsüberlegungen
In Meinungsumfragen in den Monaten vor der Wahl lagen die beiden Hauptkontrahenten bzw. -parteien Kopf an Kopf. Premierminister Cameron hatte eine höhere Zustimmungsrate als seine Partei; bei Miliband und seiner Partei Labour war es gerade umgekehrt, weswegen wiederholt von einem Führungsproblem der Labour Party gesprochen wurde. Im längeren zeitlichen Verlauf nahm der Vorsprung, den Labour in allen Meinungsumfragen seit 2011 gegenüber den Konservativen gehabt hatte, kontinuierlich ab.

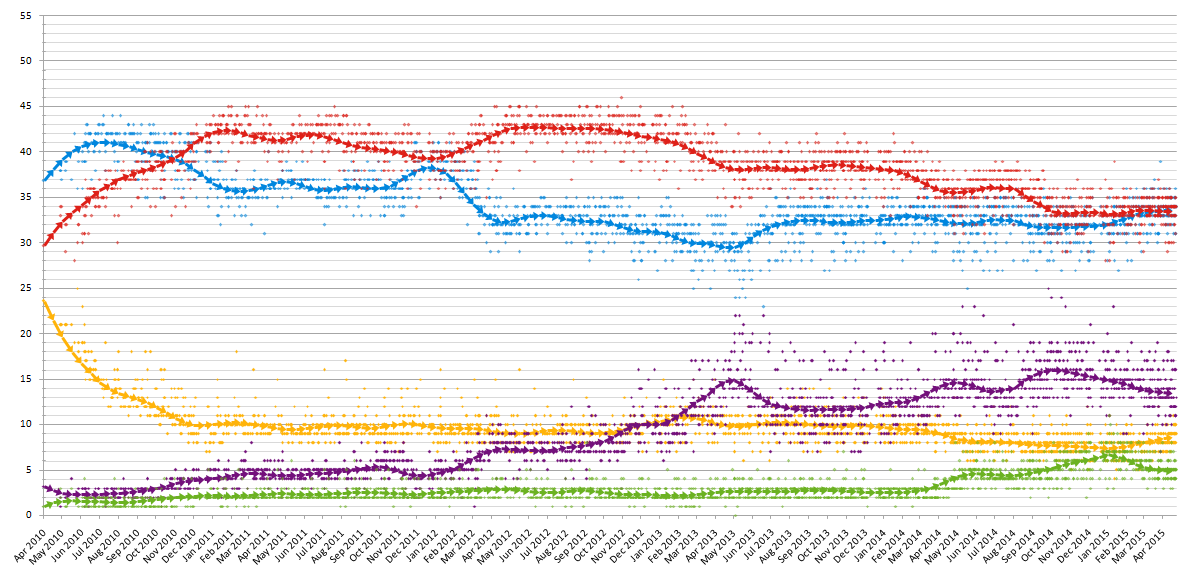
Summarische Zusammenfassung der Meinungsumfragen seit der Wahl 2010:

Viele Szenarien nach der Wahl erschienen denkbar. Fast alle Meinungsumfragen in den Monaten vor der Wahl sagten ein erneutes hung parliament, in dem keine Partei die absolute Mehrheit der Parlamentssitze erlangt, voraus. Daher wurde intensiv über mögliche Koalitionen spekuliert. Premierminister Cameron warf Miliband Anfang März vor, dass dieser eine mögliche Koalition mit der Scottish National Party (SNP), einer Partei, die die Auflösung des Vereinigten Königreichs anstrebe, nicht ausschließe. Die Äußerung fiel nach dem Bekanntwerden einer Wahlprognose, die einen weitgehenden landesweiten Sieg der SNP in Schottland mit 56 der 59 Wahlkreise voraussagte. Lord Ashcroft, früherer Schatzmeister der Conservative Party, nannte in einem Interview mit dem Independent das Szenario einer Koalition von Labour und SNP einen „Alptraum“ und thematisierte die Möglichkeit einer großen Koalition – Konservative und Labour. Der ehemalige konservative Premierminister John Major warnte in einer Rede am 21. April 2015 davor, dass Labour bei einer Zusammenarbeit mit der SNP täglichen Erpressungen seitens der SNP ausgeliefert wäre („a daily dose of blackmail“) und durch die SNP immer weiter politisch nach links abgedrängt würde. Dafür müssten dann insbesondere die Menschen in England, Wales und Nordirland finanziell geradestehen, was „nicht fair“ sei.
Labour-Spitzenkandidat Miliband sagte in einer Stellungnahme, dass eine Koalition zwischen Labour und SNP „nicht stattfinden“ werde. Auf die Möglichkeit der Tolerierung einer Labour-Minderheitsregierung durch die SNP ging er nicht ein. In der Fernsehdebatte am 30. April 2015 (s. u.) legte sich Miliband allerdings fest, dass mit ihm als Premierminister keine Zusammenarbeit mit der SNP stattfinden würde. Umgekehrt warf Miliband den Konservativen vor, durch ihr Gerede die SNP unnötig aufzuwerten, um dadurch Labour zu schaden. Damit würde aber auch die Einheit des Vereinigten Königreichs beschädigt. Auch der ehemalige Labour-Premierminister Gordon Brown schloss in einer Rede am 23. April 2015 eine Zusammenarbeit mit der SNP aus und warf den Konservativen vor, sie würden einen „englischen Nationalismus“ gegen einen „schottischen Nationalismus“ ausspielen wollen.
Peter Robinson, der Vorsitzende der nach Abgeordnetenzahl viertgrößten Partei, der nordirischen Democratic Unionist Party (DUP), schloss eine Regierungsbeteiligung seiner Partei in einer Koalitionsregierung aus. Gleichwohl sprach sich UKIP-Parteiführer Nigel Farage Mitte März für ein Abkommen zwischen den „EU-Skeptikern“, d. h. Konservativen, DUP und UKIP aus. Er lehnte eine formelle Koalition mit den Konservativen ab, bot aber eine Unterstützung einer konservativen Minderheitsregierung an, wenn schon im Jahr 2015 ein Referendum über den EU-Austritt des Vereinigten Königreichs abgehalten werde. Eine Koalition zwischen UKIP und Konservativen wurde von Premierminister Cameron ausgeschlossen.
Die Liberal Democrats setzten darauf, erneut das „liberale Korrektiv“ in einer Koalitionsregierung zu werden. In einer Rede am 15. April 2015 sprach Parteiführer Nick Clegg davon, dass die Wahl nicht nur eine Wahl des Premierministers sei (Cameron oder Miliband), sondern auch, da weder Labour noch die Tories auf die absolute Mehrheit der Sitze hoffen könnten, wer ihr Koalitionspartner sein würde. Hier stünden er, Nigel Farage oder Alex Salmond (SNP) zur Auswahl. Die Liberal Democrats würden in einer Koalition mit den Konservativen für „mehr Herz“, und in einer Koalition mit Labour für „mehr Hirn“ sorgen („The Liberal Democrats will add a heart to a Conservative government and add a brain to a Labour one“). Die meisten Meinungsumfragen sagten allerdings voraus, dass auch eine Koalition der Liberal Democrats mit einer der beiden großen Parteien alleine keine Mehrheit der Sitze hätte, so dass einzelne LibDem-Parteiangehörige für diesen Fall einen Verzicht auf eine Regierungsbeteiligung befürworteten.
Die grünen Parteien von England und Wales, Schottland und Nordirland lehnten genau so wie die SNP und Plaid Cymru die Austeritätspolitik und ebenso kategorisch die künftige Unterstützung einer von den Tories geführten Regierung ab. Es wurde darüber spekuliert und teilweise erklärten ihre Vertreter auch direkt, dass diese Parteien eine Labour-Minderheitsregierung stützen könnten. Den Grünen wurde allerdings maximal der Gewinn eines oder zweier Wahlkreise zugetraut.
Das relative Mehrheitswahlrecht macht Prognosen in Bezug auf die Parlamentssitze sehr ungewiss. Angesichts der Möglichkeit von Multiparteienkoalitionen oder der Perspektive einer Minderheitsregierung nach der Wahl wurde vereinzelt schon über eventuelle baldige Neuwahlen, ähnlich wie das nach der Unterhauswahl im Februar 1974 der Fall war, laut nachgedacht. Allerdings wäre eine kurzfristige Neuwahl durch den Fixed-term Parliaments Act 2011 (s. o.) deutlich schwieriger in die Wege zu leiten, als das vor 2011 noch der Fall war.

## Fernsehdebatten
Nachdem sich insbesondere Premierminister Cameron längere Zeit ablehnend gegenüber einer zentralen Fernsehdebatte mit seinem Kontrahenten Miliband gezeigt hatte, wurde am 21. März eine Übereinkunft bekannt. Demnach sollten zwei Fernsehdebatten stattfinden. An der ersten Debatte am 3. April 2015 auf ITV sollten sieben Parteiführer teilnehmen: David Cameron (Con), Ed Miliband (Lab), Nick Clegg (LibDem), Nigel Farage (UKIP), Nicola Sturgeon (SNP), Natalie Bennett (Greens) und Leanne Wood (Plaid Cymru). Am 16. April 2015 sollte eine weitere Debatte im BBC-Fernsehen mit fünf Parteiführern der bisherigen Opposition (Miliband, Farage, Sturgeon, Bennett, Wood) stattfinden.
Außerdem wurden zwei öffentliche Fragestunden mit David Cameron und Ed Miliband – nicht als Fernsehduell, sondern als Einzelbefragung – auf Channel 4 und Sky News am 26. März 2015 und am 30. April 2015 vereinbart.
Die Democratic Unionist Party (DUP) – größte Partei Nordirlands – erklärte, sie erwäge rechtliche Schritte wegen ihrer Nicht-Beteiligung an den Debatten.
Die erste Fragestunde am 26. März 2015, bei der Cameron und Miliband durch den Moderator Jeremy Paxman befragt wurden, wurde insgesamt als weitgehend unentschieden gewertet. Cameron geriet ins Stocken, als er gefragt wurde, ob er von einem Niedriglohnjob leben könne. Miliband tat sich schwer, als er mit Zweifeln konfrontiert wurde, ob er die notwendigen Führungsqualitäten für das Premierministeramt besitze.
Am 3. April 2015 fand die große Runde der Parteiführer statt, in der es um die bekannten Themen Wirtschafts- und Sozialpolitik, Zuwanderung und NHS ging.
Die Fernsehdebatte am 16. April 2015, an der nur die Vertreter der bisherigen Oppositionsparteien teilnahmen, verlief sehr viel emotionsgeladener und lebhafter. Nigel Farage ging auf Konfrontationskurs und warf der ganzen Diskussionsrunde und der örtlichen Zuhörerschaft, die durch die „linkslastige“ BBC ausgesucht worden sei, „vollständig fehlenden Sachverstand“ („a total lack of comprehension“) vor. Nicola Sturgeon (SNP) beschuldigte Farage, dass er mit seinen Attacken gegen Einwanderer, anstatt das Thema vernünftig zu diskutieren, einen künstlichen Buhmann (bogeyman) erschaffen würde. Die herrschende Wohnungsknappheit sei nicht durch Einwanderer, sondern durch Versäumnisse der Regierung bedingt. Der NHS wurde erneut zum Diskussionsthema. Sturgeon warf Miliband vor, dem NHS nicht die nötigen Finanzmittel zur Verfügung stellen zu wollen. Natalie Bennett (Greens) kritisierte Labour-Pläne zur Teilprivatisierung von NHS-Dienstleistungen und lehnte für die Grünen jede Profitorientierung im Gesundheitswesen ab. Miliband betonte, dass er immer gegen die Tories gekämpft habe, während die SNP 1979 mit dazu beigetragen habe, dass die Labour-Regierung unter James Callaghan gestürzt wurde (was damals den Beginn der Regierungszeit von Margaret Thatcher und folgende 18 Jahre konservativer Regierungszeit bedeutete).
Am 30. April, sieben Tage vor dem Wahltermin gab es eine erneute landesweit übertragene Fragestunde. David Cameron, Ed Miliband und Nick Clegg wurden einzeln und separat aus einem Publikum befragt. Cameron erklärte, dass sein Ziel die absolute Mehrheit für die Konservativen sei, so dass diese nicht auf eine Koalition angewiesen wären. Er räumte ein, dass es bei den Ausgabenkürzungen der letzten Jahre Härten gegeben habe, vermied aber eine Festlegung bei der Frage, ob die Regierung eine Kürzung des Kindergelds (child benefits) plane. Er bekräftigte erneut seine Absicht, ein Referendum über die Mitgliedschaft in der EU abzuhalten. Dies sei für ihn nicht verhandelbar. Der wirtschaftspolitische Kurs, der erfolgreich gewesen sei, müsse fortgeführt werden. Am Beginn seiner Regierung habe er ein wirtschaftspolitisches Desaster der Labour-Vorgängerregierung vorgefunden. Zum Beleg zog Cameron ein Schreiben des ehemaligen Chief Secretary to the Treasury Liam Byrne (Labour) an seinen Amtsnachfolger David Laws aus der Tasche, in dem dieser lakonisch erklärte, dass kein Geld mehr in der Kasse sei („Dear Chief Secretary, I’m afraid there is no money.“). Dieses Schreiben, das Cameron auch schon früher bei anderen Gelegenheiten vorgezeigt hatte, wurde von Miliband als „die übliche Requisite“ („Cameron’s regular prop“) bezeichnet. Miliband insistierte, dass das Haushaltsdefizit nicht durch zu hohe Staatsausgaben unter der vorangegangenen Labour-Regierung, sondern durch die weltweite Finanzkrise verursacht worden sei. Er wurde dafür aber aus dem Publikum zum Teil scharf kritisiert und der Lüge bezichtigt. Miliband legte sich fest, dass er keine Labour-Regierung führen werde, wenn diese auf ein Abkommen mit der SNP angewiesen wäre. Nick Clegg stellte die Wahl erneut nicht nur als eine Wahl des Premierministers, sondern auch als eine des Koalitionspartner dar. Die Liberal Democrats würden im Gegensatz zu den anderen zur Auswahl stehenden potentiellen Koalitionspartnern (SNP, UKIP) für politische Mäßigung sorgen. Clegg erklärte, nur dann der Abhaltung eines EU-Referendums zustimmen zu wollen, wenn es um die Übertragung von weiteren nationalen Kompetenzen nach Brüssel ginge.

## Wahlempfehlungen

### Nationale Tageszeitungen
| Zeitung             | Wahlempfehlung | Wahlempfehlung                                       | Anmerkung | Link                    |
| ------------------- | -------------- | ---------------------------------------------------- | --- | ----------------------- |
| Daily Express       |                | UKIP                                                 | | express.co.uk           |
| Daily Mail          |                | Conservative Party, in ausgewählten Wahlkreisen UKIP | Empfiehlt konservativen Wählern UKIP in den Wahlkreisen Heywood and Middleton, Dudley North und Great Grimsby zu unterstützen. | dailymail.co.uk         |
| Daily Mirror        |                | Labour Party                                         | | mirror.co.uk            |
| The Daily Telegraph |                | Conservative Party                                   | Unterstützt die Konservativen, die der Zeitung als diejenige Partei erscheint, die Stabilität und Möglichkeiten offeriert. | telegraph.co.uk         |
| Financial Times     |                | Conservative Party oder Liberal Democrats            | Befürwortet eine konservativ-liberaldemokratische Koalition. Unterstützt Liberal-Democrats-Kandidaten in Wahlkreisen, wo sie Parlamentssitze halten oder aussichtsreiche Bewerber sind. | ft.com                  |
| Financial Times     |                | Conservative Party oder Liberal Democrats            | Befürwortet eine konservativ-liberaldemokratische Koalition. Unterstützt Liberal-Democrats-Kandidaten in Wahlkreisen, wo sie Parlamentssitze halten oder aussichtsreiche Bewerber sind. | ft.com                  |
| The Guardian        |                | Labour Party                                         | 2010 unterstützte der Guardian noch die Liberaldemokraten. In Wahlkreisen, wo die Liberaldemokraten oder Grünen die aussichtsreichsten Kandidaten gegen die Konservativen stellen, empfiehlt die Zeitung erstere zu unterstützen.                                                                                 | theguardian.com         |
| The Independent     |                | Liberal Democrats                                    | Unterstützt eine Neuauflage der konservativ-liberaldemokratischen Koalition wegen deren Wirtschaftspolitik und wegen der Opposition zum schottischen Nationalismus. Der Independent spricht sich dabei vor allem für die Liberaldemokraten aus – nach dem Motto: „much less conservative, and much more liberal“. | independent.co.uk       |
| Morning Star        |                | Labour Party                                         | | morningstaronline.co.uk |
| The Sun             |                | Conservative Party                                   | Die schottische Ausgabe unterstützt die SNP. | sunnation.co.uk         |
| The Times           |                | Conservative Party                                   | Wirbt für eine Koalition aus Konservativen und Liberaldemokraten. Zudem fordert die Times konservative Wähler dazu auf, den liberaldemokratischen Parteivorsitzenden Nick Clegg in dessen Wahlkreis in Sheffield zu unterstützen, damit er seinen Parlamentssitz behält.                                          | thetimes.co.uk          |

### Nationale Sonntagszeitungen
| Zeitung               | Wahlempfehlung | Wahlempfehlung     | Anmerkung                                                            | Link                 |
| --------------------- | -------------- | ------------------ | -------------------------------------------------------------------- | -------------------- |
| Daily Star Sunday     |                | Keine              |                                                                      |                      |
| Independent on Sunday |                | Keine              | 2015 verzichtet die Zeitung darauf, eine Wahlempfehlung zu erteilen. |                      |
| The Observer          |                | Labour Party       |                                                                      | theguardian.com      |
| Sunday People         |                | Labour Party       |                                                                      | mirror.co.uk         |
| The Sunday Express    |                | UKIP               |                                                                      | express.co.uk        |
| Sunday Mirror         |                | Labour Party       |                                                                      | mirror.co.uk         |
| Sunday Telegraph      |                | Conservative Party |                                                                      | telegraph.co.uk      |
| The Sunday Times      |                | Conservative Party |                                                                      | thesundaytimes.co.uk |

### Magazine
| Magazin       | Wahlempfehlung | Wahlempfehlung     | Anmerkung                                                              | Link             |
| ------------- | -------------- | ------------------ | ---------------------------------------------------------------------- | ---------------- |
| The Economist |                | Conservative Party | Befürwortet eine von den Konservativen angeführte Koalitionsregierung. | economist.com    |
| New Statesman |                | Labour Party       |                                                                        | newstatesman.com |
| The Spectator |                | Conservative Party |                                                                        | spectator.co.uk  |

### Englische Zeitungen
| Zeitung                 | Wahlempfehlung    | Wahlempfehlung     | Anmerkung | Link                |
| ----------------------- | ----------------- | ------------------ | --- | ------------------- |
| City A.M.               |                   | Conservative Party | | cityam.com          |
| Evening Standard        |                   | Conservative Party | Empfiehlt den Wählern aus London im Interesse der Hauptstadt die Konservativen zu wählen. Aus taktischen Gründen sollten in einigen Wahlkreisen aber Liberaldemokraten gewählt werden. | standard.co.uk      |
| Express and Star        |                   | Keine              | | expressandstar.com  |
| Liverpool Echo          |                   | Labour Party       | |                     |
| Manchester Evening News |                   | Keine              | |                     |
| Metro                   |                   | Conservative Party | |                     |
| Yorkshire Post          |                   | Conservative Party | Macht sich für eine Fortsetzung der konservativ-liberalen Koalition stark. | yorkshirepost.co.uk |
| Yorkshire Post          | Liberal Democrats |                    | Macht sich für eine Fortsetzung der konservativ-liberalen Koalition stark. | yorkshirepost.co.uk |

### Nordirische Zeitungen
| Zeitung               | Wahlempfehlung | Wahlempfehlung | Anmerkung                             | Link                   |
| --------------------- | -------------- | -------------- | ------------------------------------- | ---------------------- |
| The Belfast Telegraph |                | Keine          |                                       | belfasttelegraph.co.uk |
| The Irish News        |                | Keine          |                                       |                        |
| The News Letter       |                | Keine          | Unterstützt unionistische Kandidaten. | newsletter.co.uk       |

### Schottische Zeitungen
| Zeitung            | Wahlempfehlung | Wahlempfehlung | Anmerkung | Link               |
| ------------------ | -------------- | -------------- | --- | ------------------ |
| Daily Record       |                | Labour Party   | | dailyrecord.co.uk  |
| The Herald         |                | Keine          | Spricht sich für eine Wahlreform aus, die dem Mehrparteiensystem gerecht wird. Im Rahmen des gegenwärtigen Systems rät der Herald den Wählern, denjenigen Parlamentskandidaten zu wählen, den sie für den Besten halten. | heraldscotland.com |
| The Scottish Sun   |                | SNP            | Die Ausgabe in England unterstützt die Konservativen | news.stv.tv        |
| Scotland on Sunday |                | Keine          | Weist auf die Ungewissheiten der Folgen der Wahlalternativen hin und schlägt als einfachste Lösung vor, jene Partei zu wählen, die den eigenen Überzeugungen am nächsten kommt.                                          | scotsman.com       |
| The Scotsman       |                | Keine          | Warnt vor taktischem Wahlverhalten, da der Wähler nicht sicher sein kann, ob das Ergebnis seinem Wunsch entspricht. | scotsman.com       |
| Sunday Herald      |                | SNP            | | twitter.com        |
| Sunday Mail        |                | SNP            | | dailyrecord.co.uk  |

## Ergebnisse

### Landesweite Ergebnisse
Die folgende Tabelle zeigt die landesweiten Ergebnisse.
Im Vereinigten Königreich waren insgesamt 46.425.386 Personen wahlberechtigt. Die Wahlbeteiligung betrug 66,1 %.
Die Konservativen konnten bei moderaten Stimmengewinnen von 0,8 % einen Netto-Gewinn von 24 Wahlkreisen (21 davon in England, 3 in Wales) verbuchen und erreichten damit die absolute Mehrheit der Parlamentssitze (absolute Mehrheit: >325 Sitze). Labour gewann zwar auch etwas an Stimmen hinzu (+ 1,5 %) und konnte einen Netto-Gewinn von 14 Wahlkreisen in England und Wales verbuchen. Dies konnte jedoch die schweren Verluste von 40 Wahlkreisen in Schottland nicht wettmachen, so dass Labour insgesamt 26 Wahlkreise verlor. Zur drittstärksten Fraktion in Westminster stieg die Scottish National Party auf. Die Liberal Democrats, die bisher diese Position innegehabt hatten, wurden zu einer kleinen Splittergruppierung reduziert. Die Grünen konnten trotz deutlicher Stimmenzuwächse wieder nur einen einzigen Wahlkreis, Brighton Pavilion, gewinnen, den sie mit Caroline Lucas auch 2010 gewonnen hatten. Die erhofften Wahlkreise Bristol West und Norwich South konnten die Grünen nicht gewinnen. UKIP gewann trotz knapp 3,9 Millionen Stimmen nur einen einzigen Wahlkreis, Clacton in Ostengland mit dem Kandidaten Douglas Carswell.

Ergebnisse nach Wahlkreisen. Die Farben entsprechen der nebenstehenden Tabelle.

† Die 4 Sinn-Féin-Abgeordneten nehmen ihre Plätze in Westminster nicht ein, da sie die Vereidigung auf die britische Krone ablehnen.
| Partei | Partei                                 | Mandate (Wahlkreise) | Mandate (Wahlkreise) | Mandate (Wahlkreise) | Mandate (Wahlkreise) | Stimmen    | Stimmen | Stimmen |
| Partei | Partei                                 | Insgesamt            | Hinzu- gewonnen      | Verloren             | +/−                  | Zahl       | %       | +/−     |
| ------ | -------------------------------------- | -------------------- | -------------------- | -------------------- | -------------------- | ---------- | ------- | ------- |
|        | Conservative Party                     | 331                  | 35                   | 11                   | ▲24                  | 11.334.920 | 36,9 %  | ▲0,8 %  |
|        | Labour Party                           | 232                  | 22                   | 48                   | ▼26                  | 9.344.328  | 30,4 %  | ▲1,5 %  |
|        | Scottish National Party                | 56                   | 50                   | 0                    | ▲50                  | 1.454.436  | 4,7 %   | ▲3,1 %  |
|        | Liberal Democrats                      | 8                    | 0                    | 49                   | ▼49                  | 2.415.888  | 7,9 %   | ▼15,2 % |
|        | Democratic Unionist Party              | 8                    | 1                    | 1                    | 0                    | 184.260    | 0,6 %   | 0,0 %   |
|        | Sinn Féin                              | 4                    | 0                    | 1                    | ▼1                   | 176.232    | 0,6 %   | 0,0 %   |
|        | Plaid Cymru                            | 3                    | 0                    | 0                    | 0                    | 181.694    | 0,6 %   | 0,0 %   |
|        | Social Democratic and Labour Party     | 3                    | 0                    | 0                    | 0                    | 99.809     | 0,3 %   | 0,0 %   |
|        | Ulster Unionist Party                  | 2                    | 2                    | 0                    | ▲2                   | 114.935    | 0,4 %   | 0,0 %   |
|        | UK Independence Party                  | 1                    | 1                    | 0                    | ▲1                   | 3.881.129  | 12,6 %  | ▲9,5 %  |
|        | Grüne Parteien                         | 1                    | 0                    | 0                    | 0                    | 1.157.613  | 3,8 %   | ▲2,8 %  |
|        | Alliance Party of Northern Ireland     | 0                    | 0                    | 1                    | ▼1                   | 61.556     | 0,2 %   | ▲0,1 %  |
|        | Trade Unionist and Socialist Coalition | 0                    | 0                    | 0                    | 0                    | 36.327     | 0,1 %   | ▲0,1 %  |
|        | National Health Action                 | 0                    | 0                    | 0                    | 0                    | 20.210     | 0,1 %   | 0,0 %   |
|        | Traditional Unionist Voice             | 0                    | 0                    | 0                    | 0                    | 16.538     | 0,1 %   | 0,0 %   |
|        | Respect Party                          | 0                    | 0                    | 0                    | 0                    | 9.989      | 0,0 %   | ▼0,1 %  |
|        | Cannabis Is Safer Than Alcohol         | 0                    | 0                    | 0                    | 0                    | 8.419      | 0,0 %   | 0,0 %   |
|        | Yorkshire First                        | 0                    | 0                    | 0                    | 0                    | 6.811      | 0,0 %   | 0,0 %   |
|        | English Democrats                      | 0                    | 0                    | 0                    | 0                    | 6.531      | 0,0 %   | ▼0,2 %  |
|        | Monster Raving Loony Party             | 0                    | 0                    | 0                    | 0                    | 3.898      | 0,0 %   | 0,0 %   |
|        | Socialist Labour Party                 | 0                    | 0                    | 0                    | 0                    | 3.481      | 0,0 %   | 0,0 %   |
|        | Christian Peoples Alliance             | 0                    | 0                    | 0                    | 0                    | 3.260      | 0,0 %   | 0,0 %   |
|        | Christian Party                        | 0                    | 0                    | 0                    | 0                    | 3.205      | 0,0 %   | ▼0,1 %  |
|        | Workers’ Party of Ireland              | 0                    | 0                    | 0                    | 0                    | 2.724      | 0,0 %   | 0,0 %   |
|        | British National Party                 | 0                    | 0                    | 0                    | 0                    | 1.667      | 0,0 %   | ▼1,9 %  |
|        | Class War                              | 0                    | 0                    | 0                    | 0                    | 526        | 0,0 %   | 0,0 %   |
|        | Andere                                 | 1                    | 0                    | 0                    | 0                    | 164.826    | 0,5 %   | ▼0,3 %  |
| Gesamt | Gesamt                                 | 650                  | 111                  | 111                  |                      | 30.695.212 | 100,0 % |         |

### England
England ist in 533 Wahlkreise aufgeteilt. In England wahlberechtigt waren 38.811.622 Personen. Die Wahlbeteiligung lag bei
65,9 %. In England konnten die Konservativen deutlich bessere Ergebnisse als im Landesdurchschnitt erzielen (41,0 % statt 36,9 % der Wählerstimmen). Auch UKIP schnitt merklich besser ab (14,1 % statt 12,6 %).

Wahlkreisergebnisse in England

| Partei | Partei                                 | Mandate (Wahlkreise) | Mandate (Wahlkreise) | Mandate (Wahlkreise) | Mandate (Wahlkreise) | Stimmen    | Stimmen | Stimmen |
| Partei | Partei                                 | Insgesamt            | Hinzu- gewonnen      | Verloren             | +/−                  | Zahl       | %       | +/−     |
| ------ | -------------------------------------- | -------------------- | -------------------- | -------------------- | -------------------- | ---------- | ------- | ------- |
|        | Conservative Party                     | 319                  | 32                   | 11                   | ▲21                  | 10.483.555 | 41,0 %  | ▲1,4 %  |
|        | Labour Party                           | 206                  | 21                   | 6                    | ▲15                  | 8.084.708  | 31,6 %  | ▲3,6 %  |
|        | Liberal Democrats                      | 6                    | 0                    | 37                   | ▼37                  | 2.098.430  | 8,2 %   | ▼16,0 % |
|        | UK Independence Party                  | 1                    | 1                    | 0                    | ▲1                   | 3.611.367  | 14,1 %  | ▲10,7 % |
|        | Green Party of England and Wales       | 1                    | 0                    | 0                    | 0                    | 1.073.242  | 4,2 %   | ▲3,2 %  |
|        | Trade Unionist and Socialist Coalition | 0                    | 0                    | 0                    | 0                    | 32.877     | 0,1 %   | ▲0,1 %  |
|        | National Health Action                 | 0                    | 0                    | 0                    | 0                    | 20.210     | 0,1 %   | 0,0 %   |
|        | Respect                                | 0                    | 0                    | 0                    | 0                    | 9.989      | 0,0 %   | ▼0,1 %  |
|        | Yorkshire First                        | 0                    | 0                    | 0                    | 0                    | 6.811      | 0,0 %   | 0,0 %   |
|        | English Democrats                      | 0                    | 0                    | 0                    | 0                    | 6.431      | 0,0 %   | ▼0,2 %  |
|        | Cannabis Is Safer Than Alcohol         | 0                    | 0                    | 0                    | 0                    | 4.569      | 0,0 %   | 0,0 %   |
|        | Monster Raving Loony Party             | 0                    | 0                    | 0                    | 0                    | 3.432      | 0,0 %   | 0,0 %   |
|        | Christian Peoples Alliance             | 0                    | 0                    | 0                    | 0                    | 3.260      | 0,0 %   | 0,0 %   |
|        | British National Party                 | 0                    | 0                    | 0                    | 0                    | 1.667      | 0,0 %   | ▼2,1 %  |
|        | Class War                              | 0                    | 0                    | 0                    | 0                    | 526        | 0,0 %   | 0,0 %   |
|        | Andere                                 | 0                    | 0                    | 0                    | 0                    | 127.137    | 0,5 %   | ▼0,2 %  |
| Gesamt | Gesamt                                 | 533                  | 54                   | 54                   |                      | 25.568.211 | 100,0 % |         |

### Schottland
Schottland umfasst 59 Wahlkreise. In Schottland waren 4.094.784 Personen wahlberechtigt und die Wahlbeteiligung betrug 71,1 %. In Schottland zeigte sich ein Sieg der SNP auf breiter Front. Die SNP hatte bei der vorangegangenen Unterhauswahl 2010 19,9 % der Stimmen und 6 von 59 Wahlkreisen gewonnen. Dominierende Partei in Schottland war damals die Labour Party gewesen (42 % Stimmenanteil, 41 Wahlkreise). Auch die Liberal Democrats hatten damals in Schottland überdurchschnittlich gut abgeschnitten (18,9 % Stimmenanteil, 11 Wahlkreise). Schon 2011 zeigte sich bei der Parlamentswahl in Schottland eine Trendwende. Diese Wahl wurde durch die SNP gewonnen. Seit dem Unabhängigkeitsreferendum im September des vorangegangenen Jahres, das vor allem durch die SNP vorangetrieben worden war, schwamm die Partei mit ihrer Parteivorsitzenden Nicola Sturgeon auf einer Welle der Popularität. Bei der jetzigen Wahl gewann sie 50 % der Stimmen und 56 von 59 Wahlkreisen (95 %). Die einzigen drei schottischen Wahlkreise, die an andere Parteien gingen, waren Orkney & Shetlands (Liberal Democrats), Edinburgh South (Labour) und an der Grenze zu England Dumfriesshire, Clydesdale & Tweeddale (Konservative). Das Wahlergebnis zeigte auch erneut, dass die EU-kritische UKIP in Schottland nur eine verhältnismäßig geringe Anhängerschaft hat (1,6 % Stimmenanteil, verglichen zu ca. 14 % Stimmenanteil in England und Wales).

Wahlkreisergebnisse in Schottland

| Partei | Partei                                 | Mandate (Wahlkreise) | Mandate (Wahlkreise) | Mandate (Wahlkreise) | Mandate (Wahlkreise) | Stimmen   | Stimmen | Stimmen |
| Partei | Partei                                 | Insgesamt            | Hinzu- gewonnen      | Verloren             | +/−                  | Zahl      | %       | +/−     |
| ------ | -------------------------------------- | -------------------- | -------------------- | -------------------- | -------------------- | --------- | ------- | ------- |
|        | Scottish National Party                | 56                   | 50                   | 0                    | ▲50                  | 1.454.436 | 50,0 %  | ▲30,0 % |
|        | Labour Party                           | 1                    | 0                    | 40                   | ▼40                  | 707.147   | 24,3 %  | ▼17,7 % |
|        | Conservative Party                     | 1                    | 0                    | 0                    | 0                    | 434,097   | 14,9 %  | ▼1,8 %  |
|        | Liberal Democrats                      | 1                    | 0                    | 10                   | ▼10                  | 219.675   | 7,5 %   | ▼11,3 % |
|        | UKIP                                   | 0                    | 0                    | 0                    | 0                    | 47.078    | 1,6 %   | ▲0,9 %  |
|        | Scottish Green Party                   | 0                    | 0                    | 0                    | 0                    | 39.205    | 1,3 %   | ▲0,7 %  |
|        | Trade Unionist and Socialist Coalition | 0                    | 0                    | 0                    | 0                    | 1.720     | 0,1 %   | ▼0,1 %  |
|        | Andere                                 | 0                    | 0                    | 0                    | 0                    | 7,107     | 0,2 %   | ▼0,2 %  |
| Gesamt | Gesamt                                 | 59                   | 50                   | 50                   |                      | 2.910.465 | 100,0 % |         |

### Wales
Wales umfasst 40 Wahlkreise. In Wales waren 2.282.297 Personen wahlberechtigt. Die Wahlbeteiligung betrug 65,7 %. Die Labour Party blieb zwar stimmenmäßig und nach Wahlkreisen die dominierende Partei in Wales, jedoch konnten die Konservativen den in Zentralwales gelegenen Wahlkreis Brecon & Radnorshire von den Liberal Democrats und die beiden Wahlkreise Vale of Clwyd in Nord-Wales und Gower in Süd-Wales von Labour gewinnen. Es war das beste Wahlergebnis der Konservativen in Wales seit 30 Jahren.

Wahlkreisergebnisse in Wales

| Partei | Partei                                 | Mandate (Wahlkreise) | Mandate (Wahlkreise) | Mandate (Wahlkreise) | Mandate (Wahlkreise) | Stimmen   | Stimmen | Stimmen |
| Partei | Partei                                 | Insgesamt            | Hinzu- gewonnen      | Verloren             | +/−                  | Zahl      | %       | +/−     |
| ------ | -------------------------------------- | -------------------- | -------------------- | -------------------- | -------------------- | --------- | ------- | ------- |
|        | Labour Party                           | 25                   | 1                    | 2                    | ▼1                   | 552.473   | 36,9 %  | ▲0,6 %  |
|        | Conservative Party                     | 11                   | 3                    | 0                    | ▲3                   | 408.213   | 27,2 %  | ▲1,1 %  |
|        | Plaid Cymru                            | 3                    | 0                    | 0                    | 0                    | 181.694   | 12,1 %  | ▲0,8 %  |
|        | Liberal Democrats                      | 1                    | 0                    | 2                    | ▼2                   | 97.783    | 6,5 %   | ▼13,6 % |
|        | UK Independence Party                  | 0                    | 0                    | 0                    | 0                    | 204.360   | 13,6 %  | ▲11,2 % |
|        | Green Party of England and Wales       | 0                    | 0                    | 0                    | 0                    | 38.344    | 2,6 %   | ▲2,1 %  |
|        | Socialist Labour Party                 | 0                    | 0                    | 0                    | 0                    | 3.481     | 0,2 %   | ▲0,2 %  |
|        | Trade Unionist and Socialist Coalition | 0                    | 0                    | 0                    | 0                    | 1.730     | 0,1 %   | ▲0,1 %  |
|        | Andere                                 | 0                    | 0                    | 0                    | 0                    | 10.355    | 0,7 %   | ▼0,5 %  |
| Gesamt | Gesamt                                 | 40                   | 4                    | 4                    |                      | 1.498.433 | 100,0 % |         |

### Nordirland
Nordirland umfasst 18 Wahlkreise. In Nordirland waren 1.236.683 Personen wahlberechtigt. Die Wahlbeteiligung betrug 58,1 %.
Sinn Féin verlor den Wahlkreis Fermanagh and South Tyrone an die Ulster Unionist Party (UUP). In diesem Wahlkreis war ein Wahlbündnis von UUP und DUP mit der gemeinsamen Kandidatin Rodney Connor (UUP) gegen die Sinn Féin-Kandidatin Michelle Gildernew angetreten. Bei der Wahl 2010 hatte Sinn Féin diesen Wahlkreis extrem knapp mit nur 4 Stimmen Mehrheit gewonnen. Auch im Wahlkreis Newry and Armagh war ein gemeinsamer (UUP-)Kandidat der beiden unionistischen Parteien erfolgreich. Es waren die ersten beiden Wahlkreisgewinne der UUP bei Unterhauswahlen seit 2005. Die DUP konnte den Wahlkreis Belfast East, in dem 2010 eine Kandidatin der Alliance Party erfolgreich gewesen war, wieder zurückgewinnen.

Wahlkreisergebnisse in Nordirland

| Partei | Partei                             | Mandate (Wahlkreise) | Mandate (Wahlkreise) | Mandate (Wahlkreise) | Mandate (Wahlkreise) | Stimmen | Stimmen | Stimmen |
| Partei | Partei                             | Insgesamt            | Hinzu- gewonnen      | Verloren             | +/−                  | Zahl    | %       | +/−     |
| ------ | ---------------------------------- | -------------------- | -------------------- | -------------------- | -------------------- | ------- | ------- | ------- |
|        | Democratic Unionist Party          | 8                    | 1                    | 1                    | 0                    | 184.260 | 25,7 %  | ▲0,7 %  |
|        | Sinn Féin                          | 4                    | 0                    | 1                    | ▼1                   | 176.232 | 24,5 %  | ▼1,0 %  |
|        | Social Democratic and Labour Party | 3                    | 0                    | 0                    | 0                    | 99.809  | 13,9 %  | ▼2,6 %  |
|        | Ulster Unionist Party              | 2                    | 2                    | 0                    | ▲2                   | 114.935 | 16,0 %  | ▲0,8 %  |
|        | Alliance Party of Northern Ireland | 0                    | 0                    | 1                    | ▼1                   | 61.556  | 8,6 %   | ▲2,2 %  |
|        | UK Independence Party              | 0                    | 0                    | 0                    | 0                    | 18.324  | 2,6 %   | ▲2,6 %  |
|        | Traditional Unionist Voice         | 0                    | 0                    | 0                    | 0                    | 16.538  | 2,3 %   | ▼1,6 %  |
|        | Conservative Party                 | 0                    | 0                    | 0                    | 0                    | 9.055   | 1,3 %   | ▲1,3 %  |
|        | Green Party in Northern Ireland    | 0                    | 0                    | 0                    | 0                    | 6.822   | 1,0 %   | ▲0,4 %  |
|        | Workers’ Party of Ireland          | 0                    | 0                    | 0                    | 0                    | 2.724   | 0,4 %   | ▲0,4 %  |
|        | Cannabis Is Safer Than Alcohol     | 0                    | 0                    | 0                    | 0                    | 1.853   | 0,3 %   | ▲0,3 %  |
|        | Andere                             | 1                    | 0                    | 0                    | 0                    | 25.995  | 3,6 %   | ▼3,5 %  |
| Gesamt | Gesamt                             | 18                   | 3                    | 3                    |                      | 718.103 | 100,0 % |         |

## Nachwahlen
| Wahlkreis                                                        | Datum      | Ausgeschiedene     | Ausgeschiedene | Nachgerückte      | Nachgerückte |
| Wahlkreis                                                        | Datum      | Name               | Partei         | Name              | Partei       |
| ---------------------------------------------------------------- | ---------- | ------------------ | -------------- | ----------------- | ------------ |
| Oldham West and Royton                                           | 03.12.2015 | Michael Meacher    | Labour         | James McMahon     | Labour       |
| Sheffield Brightside and Hillsborough                            | 05.05.2016 | Harry Harpham      | Labour         | Gill Furniss      | Labour       |
| Ogmore                                                           | 05.05.2016 | Huw Irranca-Davies | Labour         | Chris Elmore      | Labour       |
| Tooting                                                          | 16.06.2016 | Sadiq Khan         | Labour         | Rosena Allin-Khan | Labour       |
| Batley and Spen                                                  | 20.10.2016 | Jo Cox             | Labour         | Tracy Brabin      | Labour       |
| Witney                                                           | 20.10.2016 | David Cameron      | Cons           | Robert Courts     | Cons         |
| Richmond Park                                                    | 01.12.2016 | Zac Goldsmith      | Cons           | Sarah Olney       | LD           |
| Sleaford and North Hykeham                                       | 08.12.2016 | Stephen Phillips   | Cons           | Caroline Johnson  | Cons         |
| Copeland                                                         | 23.02.2017 | Jamie Reed         | Labour         | Trudy Harrison    | Cons         |
| Stoke-on-Trent Central                                           | 23.02.2017 | Tristram Hunt      | Labour         | Gareth Snell      | Labour       |
| Quelle: House of Commons Library, By-elections results 2015–2017 |            |                    |                |                   |              |

## Nach der Wahl
Nachdem sich die Wahlergebnisse konsolidierten und der Sieg der Konservativen zur Gewissheit wurde, zogen einige Parteivorsitzende der unterlegenen Parteien Konsequenzen und erklärten ihren Rücktritt. Ed Miliband übernahm „die vollständige Verantwortung“ für die Labour-Niederlage. Er dankte allen seinen Mitarbeitern und Labour-Aktivisten und sagte, dass es nun Zeit für jemand anderen sei, die Labour-Party zu führen. Seine Stellvertreterin Harriet Harman würde vorübergehend die Parteiführung übernehmen. Auch wenn Labour die Wahl verloren habe, seien die Themen, für die Labour gekämpft habe, weiterhin aktuell.

Effekt des einfachen Mehrheitswahlrechts („first-past-the-post“) bei der Wahl:
innerer Kreis: Wählerstimmen
äußerer Kreis: gewonnene Parlamentsmandate

Nick Clegg bezeichnete die Wahlergebnisse als „unermesslich vernichtender“ („immeasurably more crushing“), als er sich das je hätte vorstellen können. In einer emotionalen Ansprache sagte er, dass er überzeugt sei, dass spätere Geschichtsbücher die Leistungen der Liberal Democrats in ihrer Regierungszeit positiv beurteilen würden. Das Vereinigte Königreich sei durch sie etwas liberaler und grüner geworden.
Nachdem klar war, dass Nigel Farage sein persönliches Ziel, den englischen Wahlkreis Thanet South zu gewinnen, nicht erreicht hatte, machte er seine Ankündigung wahr und erklärte seinen Rücktritt vom UKIP-Parteivorsitz. Er ließ dabei eine spätere erneute Bewerbung offen. Zudem erklärte er, dass das Wahlergebnis zeige, dass das geltende Wahlsystem „bankrott“ sei („Personally, I think the first-past-the-post system is bankrupt“). Dies war ein Punkt, auf den viele Kommentatoren hinwiesen. Die Asymmetrie, dass eine Partei wie die nordirische DUP mit 184.260 Stimmen 8 Mandate erhielt – genau so viele wie die Liberal Democrats mit 2,4 Millionen Stimmen – während UKIP mit 3,9 Millionen Stimmen nur einen einzigen Sitz gewann, ebenso wie der Umstand, dass die Konservativen die Wahl mit nur knapp 37 % der Stimmen mit absoluter Mehrheit der Sitze gewonnen hatten, sei schlichtweg zutiefst undemokratisch und reformbedürftig.
Der siegreiche alte und neue Premierminister Cameron versprach in einer Ansprache ein „noch größeres Britannien“ zu schaffen („Together we can make Great Britain greater still.“) und appellierte angesichts des Wahlsiegs der separatistischen SNP an die Einheit der Nation („We will govern as a party of one nation, one United Kingdom.“). Er versprach, die versprochene Übertragung von Kompetenzen an die Regionalregierungen in Schottland, Wales und Nordirland umzusetzen, mahnte allerdings zu Fairness gegenüber England. Außerdem erneuerte er sein Versprechen eines Referendum über die EU-Mitgliedschaft.
Angesichts der sehr knappen Mehrheit der Konservativen (nur sechs Mandate über der absoluten Mehrheit) wiesen politische Kommentatoren auch warnend auf das Schicksal der konservativen Regierung Major hin, die nach der Unterhauswahl 1992 mit einer ähnlich knappen Parlamentsmehrheit gestartet war. John Major war danach immer mehr unter den Druck der Euroskeptiker in seiner Partei geraten und sein Handlungsspielraum wurde zusehends eingeschränkt. Bei verschiedenen Nachwahlen verlor seine Regierung schließlich auch die Mehrheit und war auf die Unterstützung der nordirischen Unionisten angewiesen. Auch die künftige Regierung Cameron sei möglicherweise aufgrund ihrer sehr knappen Mehrheit durch parteiinterne Gruppen in der Conservative Party erpressbar.